# Bảo tàng Thông tin (Việt Nam)
Bảo tàng Thông tin trực thuộc Cục Chính trị, Binh chủng Thông tin thuộc loại hình lịch sử quân sự có nhiệm vụ nghiên cứu, sưu tầm, kiểm kê, trưng bày, tuyên truyền giới thiệu các tài liệu, hiện vật có giá trị lịch sử, văn hoá, khoa học, phản ánh quá trình xây dựng, chiến đấu, trưởng thành của Bộ đội Thông tin liên lạc trong sự nghiệp giải phóng dân tộc, thống nhất Tổ quốc, xây dựng và bảo vệ Tổ quốc. Bảo tàng tọa lạc tại số 2 phố Giang Văn Minh, phường Kim Mã, quận Ba Đình, thành phố Hà Nội, gần đường Giảng Võ, đối diện khách sạn Hanoi Horison.

## Khái quát trưng bày
1. Phòng khánh tiết;
2. Thông tin liên lạc thời kỳ dựng nước và giữ nước;
3. Bộ đội Thông tin liên lạc ra đời phục vụ cuộc kháng chiến chống thực dân Pháp (1945 - 1954);
4. Bộ đội Thông tin liên lạc trong kháng chiến chống Mỹ, cứu nước (1954 - 1975);
5. Bộ đội Thông tin liên lạc trong thời kỳ xây dựng và bảo vệ Tổ quốc (1975 đến nay);
6. Trưng bày ngoài trời: trưng bày hiện vật khối lớn là các loại phương tiện thông tin liên lạc.